# گودونگسان
گودونگسان (به لاتین: Godongsan) یک کوه در کره جنوبی است که در کره جنوبی واقع شده‌است. گودونگسان ۶۰۰ متر بالاتر از سطح دریا واقع شده‌است.